# Smârdan, Botoșani
Smârdan este un sat în comuna Suharău din județul Botoșani, Moldova, România.

Smârdan pe harta toponimică a Hudeștiului